# Frank Worthington
Pour les articles homonymes, voir Worthington.
Frank Stewart Worthington est un footballeur puis entraîneur anglais, né le 23 novembre 1948 à Halifax et mort le 22 mars 2021.

## Carrière
- 1966-1972 : Huddersfield Town  Angleterre
- 1972-1977 : Leicester City  Angleterre
- 1977-1980 : Bolton Wanderers  Angleterre
- 1979-1982 : Birmingham City  Angleterre
- 1981-1983 : Leeds United  Angleterre
- 1982-1983 : Sunderland  Angleterre
- 1983-1984 : Southampton  Angleterre
- 1984-1985 : Brighton and Hove Albion  Angleterre
- 1985-1987 : Tranmere Rovers  Angleterre
- 1987 : Preston North End  Angleterre
- 1987-1988 : Stockport County  Angleterre

## Palmarès
- 8 sélections et 2 buts avec l'équipe d'Angleterre entre 1974 et 1975.

Huddersfield Town FC
- Champion du Championnat d'Angleterre de football D2 (1) :
  - 1970.

Bolton Wanderers FC
- Meilleur buteur du Championnat d'Angleterre de football (1) :
  - 1979: 24 buts.
- Champion du Championnat d'Angleterre de football D2 (1) :
  - 1978.

Southampton FC
- Vice-champion du Championnat d'Angleterre de football (1) :
  - 1984.